# ProWiki
ProWiki ist eine in Perl geschriebene freie (unter GPL) Wiki-Software, deren charakteristisches Merkmal generative Fraktalität ist. Gemeint ist damit die Möglichkeit, an jedem Punkt Wikiseiten neue Eigenschaften zu geben, die sich durch den Namensraum vererben.

## Fraktalität
Einzelaspekte der Fraktalität sind:
- Eine hierarchische Seitenstruktur im Wiki (Seitenbäume) und damit die Einrichtung multipler Namensräume
- Die Möglichkeit der (Re-)Konfiguration von Eigenschaften für jede Seite (diese erfolgt in Prowiki „an Ort und Stelle“ über eine sogenannte Contextseite, die formell Unterseite der konfigurierten Seite ist, und nicht in einer Config-Datei. solche Konfigurationsunterseiten besitzen alle Merkmale normaler Seiten (Editierbarkeit, Versionierung, Konfigurierbarkeit, …) )
- Ein umfassendes Repertoire von (an die 100) konfigurierbaren Seiteneigenschaften (Layout, Rechte, Sprache, Menüs, Vorgabewerte, …)
- Die Vererbung von Eigenschaften auf nachgeordnete Seiten im Namensraum (so lange, bis neue Eigenschaften auf tieferliegenden Seiten gesetzt werden)
- Eine Seite zusammen mit ihren Unterseiten kann zu einem eigenständigen Wiki („Subwiki“) mit eigenen Auflistungen für „Letzte Änderungen“, „Alle Seiten/Index“ und eigenem Textsuchbereich gemacht werden.

Fraktalität ermöglicht eine hohe Anpassbarkeit an verschiedenartige Bedürfnisse innerhalb eines Wikis und unterstützt die Selbstorganisation der Benutzer.
- Persönliche Wikis in beliebiger Tiefe
- Thematische Cluster mit völlig eigenständigen Projekten, die dennoch auf gemeinsame Ressourcen zurückgreifen wollen

## Entwicklung
ProWiki ist 2001 als Abspaltung vom UseModWiki entstanden und wird seither durchgängig für Wiki-Projekte eingesetzt. Es gab laufend neue Veröffentlichungen, meist im Abstand von ein bis vier Wochen. ProWiki ist seit 2004 in breiterem Einsatz und seit Mitte 2006 unter der GPL. Die letzte Veröffentlichung war Version 2.0.045	vom 14. Oktober 2006. Seither werden Weiterentwicklungen nur auf dem eigenen Server (wikiservice.at) eingesetzt. Die aktuelle Version ist 2.0.193 mit Stand 4. Mai 2022.

## Anwendungsspektrum
ProWiki ist besonders in jenen Bereichen einsetzbar, in denen verschiedene Namensräume mit unvorhersehbarer Tiefe vorausgesehen werden. Dies kann sich von wissenschaftlichen über alltägliche bis hin zu künstlerischen Anwendungen hinziehen.